# 畸笏叟
畸笏叟是《紅樓夢》一書的主要批註者之一，是僅次於脂硯齋的《紅樓夢》第二大評批家。

## 來歷猜測
關於他的來歷亦有其他幾種猜想：
- 脂硯齋的另一化名 (周汝昌主此說)[1]；
- 《紅樓夢》的作者——曹雪芹[3]；
- 曹雪芹之繼父曹頫 (劉夢溪主此說)；
- 曹雪芹的兄弟[4]；
- 秦松齡的化名；等等。

根據他所留下的批註（如：「芹溪、脂硯皆先我而去」等），可推知其年紀應大於作者與另一名批註者脂硯齋。蔣勳認為其真實身分應該是曹雪芹之父，末代江寧織造——曹頫。
毛國瑤摘錄的靖本第二十二回有一段批語「不數年，芹溪、脂硯、杏齋諸子皆相繼別去，今丁亥夏，只剩朽物一枚，寧不痛殺！」被認為足以推翻一人說，澄清了「脂硯齋就是曹雪芹本人」、「畸笏叟與脂硯齋是同一人」等等的說法。